# من ضهر راجل
من ضهر راجل هو فيلم مصري رومانسي تم إنتاجه عام 2016، الفيلم من بطولة آسر ياسين ومحمود حميد وياسمين رئيس ومن إخراج كريم السبكي.

## القصة
رحيم أدهم (آسر ياسين) ملاكم شاب ويعيش في حارة شعبية مع والده المسن إمام المسجد (محمود حميدة)، ويحب مي (ياسمين رئيس) وينوي الزواج منها، وفور علم حِنش (وليد فواز) بما يدور بين رحيم ومي من لقاءات عن طريق طه (شريف رمزي) الذي ينافس رحيم على حب مي، تتحول حياة رحيم ووالده إلى جحيم مقيم على الأرض، خاصة مع انكشاف أسرار من الماضي

## بطولة
- آسر ياسين: (رحيم أدهم)
- ياسمين رئيس: (مي)
- شريف رمزي: (طه)
- محمود حميدة: (أدهم)
- صبري فواز: (علاء شمس)
- علاء مرسي: (الجار)
- محمد لطفي: (ناصر عثمان)
- رانيا يوسف: (ماجدة)
- وليد فواز: (حِنش)
- محمد أبو الوفا: (محمود)
- يوسف عثمان: (أيمن)

## طاقم العمل
- كريم السبكي (مخرج)
- كريم الميهي (مخرج منفذ)
- محمد أمين راضي (مؤلف)
- أحمد بشاري (مدير تصوير)

## وصلات خارجية
- من ضهر راجل على موقع IMDb (الإنجليزية)
- من ضهر راجل على موقع الدهليز
- من ضهر راجل على موقع قاعدة بيانات الأفلام العربية
- من ضهر راجل على موقع فيلمافينيتي (الإسبانية)
- من ضهر راجل على موقع قاعدة بيانات الفيلم (الإنجليزية)
- من ضهر راجل على موقع ليتربوكسد (الإنجليزية)
- من ضهر راجل على موقع كينوبويسك (الروسية)